# Andrew G. Vajna
Dans le nom hongrois Vajna András, le nom de famille précède le prénom, mais cet article utilise l’ordre habituel en français András Vajna, où le prénom précède le nom.
Andrew G. Vajna, né András Vajna ([ˈɒndɾaːʃ], [ˈvɒjnɒ]) le 1er août 1944 à Budapest et mort le 20 janvier 2019 dans la même ville, est un producteur de cinéma hongro-américain. Avec Mario Kassar, il a produit de grands succès comme Rambo, Terminator, et Une journée en enfer.

## Biographie
Andrew G. Vajna est né à Budapest en 1944. En 1956, à l'âge de 12 ans, il s'est enfui de Hongrie et, avec le soutien de la Croix-Rouge, il s'est rendu seul au Canada. Il est arrivé sans amis et ne parlait pas anglais. Plus tard, il a retrouvé ses parents à Los Angeles, aux États-Unis, qui ont fui la Hongrie séparément. Il a étudié la cinématographie à l'Université de Californie à Los Angeles, puis a rejoint le département de cinéma d'animation de l'université où il a travaillé sur différents projets.
Préférant être indépendant, Andy Vajna a quitté UCLA pour créer son propre studio photo, mais cette entreprise s’est rapidement soldée par une fracture à la jambe dans un accident de ski. Après sa convalescence, il est devenu coiffeur et s'est associé à un ami d'enfance, Gábor Koltai, styliste de perruques à Hollywood, pour produire des perruques de grande qualité. Vajna a déménagé à Hong Kong où il a créé sa propre entreprise de fabrication de perruques, appelée Gilda Fashion. Finalement, Vajna a vendu l'entreprise en 1973. À cette époque, l'entreprise employait plus de 3 000 personnes.
Kata Dobó fut sa compagne entre 1998 et 2006

## Filmographie

### Cinéma
- 1973 : Hei lu de Feng Huang (producteur de la version anglaise)
- 1980 : L'Enfant du diable (The Changeling) de Peter Medak
- 1981 : À nous la victoire (Victory) de John Huston
- 1981 : L'Homme de Prague (The Amateur) de Charles Jarrott
- 1982 : La malédiction de la sorcière (Superstition) de James W. Roberson
- 1982 : Rambo (First Blood) de Ted Kotcheff
- 1985 : Rambo 2 : La Mission (Rambo: First Blood Part II) de George Pan Cosmatos
- 1987 : Angel Heart de Alan Parker
- 1987 : Extrême Préjudice de Walter Hill
- 1988 : Rambo 3 (Rambo III) de Peter MacDonald
- 1988 : Double Détente (Red Heat) de Walter Hill
- 1989 : MAL : Mutant aquatique en liberté (DeepStar Six) de Sean S. Cunningham
- 1989 : Johnny Belle Gueule (Johnny Handsome) de Walter Hill
- 1990 : Aux sources du Nil (Mountains of the Moon) de Bob Rafelson
- 1990 : Total Recall de Paul Verhoeven
- 1990 : Air America de Roger Spottiswoode
- 1990 : Le Seul Témoin (Narrow Margin) de Peter Hyams
- 1990 : L'Échelle de Jacob (Jacob's Ladder) de Adrian Lyne
- 1992 : Medicine Man de John McTiernan
- 1993 : Tombstone de George P. Cosmatos
- 1994 : Opération Shakespeare (Renaissance Man) de Penny Marshall
- 1994 : Color of Night de Richard Rush
- 1995 : Une journée en enfer (Die Hard: With a Vengeance) de John McTiernan
- 1995 : Judge Dredd de Danny Cannon
- 1995 : Les Amants du nouveau monde (The Scarlet Letter) de Roland Joffé
- 1995 : Nixon d'Oliver Stone
- 1996 : Amanda de Bobby Roth
- 1996 : Evita de Alan Parker
- 1997 : Haute Trahison (Shadow Conspiracy) de George P. Cosmatos
- 1997 : An Alan Smithee Film (An Alan Smithee Film: Burn Hollywood Burn) de Arthur Hiller
- 1997 : A miniszter félrelép de András Kern et Róbert Koltai
- 1999 : Le 13e Guerrier (The 13th Warrior) de John McTiernan
- 2000 : A Holocaust szemei (documentaire) de János Szász
- 2001 : American Rhapsody (An American Rhapsody) de Éva Gárdos
- 2002 : Espion et demi (I Spy) de Betty Thomas
- 2003 : Terminator 3 : Le Soulèvement des machines de Jonathan Mostow
- 2006 : Basic Instinct 2 de Michael Caton-Jones
- 2006 : Freedom's Fury (documentaire) de Colin K. Gray
- 2006 : Szabadság, szerelem de Krisztina Goda
- 2009 : Terminator Renaissance (Terminator Salvation) de McG

### Télévision
- 2008 : Terminator : Les Chroniques de Sarah Connor (Terminator: The Sarah Connor Chronicles) (série télévisée) de Josh Friedman